# Grænselandsudstillingen
Grænselandsudstillingen er en kunstnersammenslutning, der blev dannet i 1970 og siden har afholdt en årlig udstilling i Aabenraa samt andre udstillinger i området omkring den dansk-tyske grænse.
Grænselandsudstillingen blev til på initiativ af Jakob Gormsen fra Aabenraa og Erik Lagoni Jacobsen fra København, der snart fik Harald W. Lauesen fra Bodum og Hans Jürgen Nissen fra Aabenraa med. Sammenslutningen har til formål at udstille originale værker af danske og tyske kunstnere. Den nuværende formand er Bente Sonne.

## Udstillede kunstnere
Blandt de kunstnere, sammenslutningen har udstillet gennem årene, er:
- Franciska Clausen
- Johanne From Clausen
- Ken Denning
- Maria Lüders Hansen
- Ole Prip Hansen
- Harald W. Lauesen
- Ole Bjørn Petersen
- Bente Sonne